# Miss Diva
Miss Diva es un concurso de belleza nacional en la India. Selecciona a laz representante del país para los concursos Miss Supranacional y Miss Cosmo. El concurso es una parte del Femina Miss India.

## Historia
Tras la renuncia de Bennett, Coleman and Co. Ltd. a la licencia de Miss Universo en 2010, Tantra Entertainment Private Limited, en colaboración con la Miss Universo 1994 y actriz Sushmita Sen, organizó un concurso separado llamado I Am She-Miss Universe India —en español: «Soy ella-Miss Universo India»— para seleccionar a las representantes de la India en Miss Universo.
Después de 2012, Sushmita Sen y Tantra Entertainment anunciaron que renunciarían a la licencia de Miss Universo y, por lo tanto, Miss Diva 2013 fue organizada por la Organización Femina Miss India.
La primera edición de Miss Diva se llevó a cabo el 5 de septiembre de 2013 en Bombay. Se preseleccionaron catorce candidatas de todo el país para competir en el evento. Manasi Moghe de Bombay fue coronada como la primera «Miss Diva Universo 2013» por Miss Asia Pacífico 1970 y la actriz de Bollywood Zeenat Aman, mientras que Gurleen Grewal de Punyab fue coronada «Miss Diva Internacional 2013» por Miss Universo Canadá 2012, Sahar Biniaz y Srishti Rana de Faridabad fue coronada «Miss Diva Asia Pacífico Mundo 2013» por la actriz de Bollywood Raveena Tandon.
En 2019, Liva Fluid Fashion obtuvo los derechos de patrocinio del certamen Miss Diva y la primera edición bajo su apoyo estaba prevista para 2020. Dado que no hubo concurso en 2019, la Organización Miss India designó representantes indias para concursos internacionales. Las candidatas anteriores a Miss Diva, Vartika Singh y Shefali Sood fueron seleccionadas para competir en Miss Universo 2019 y Miss Supranacional 2019 respectivamente.
En 2024, el concurso soltó la licencia de Miss Universo. Fue reemplazado por el nuevo concurso Miss Universo India. Miss Diva rebrandizó su edición como «LIVA Miss Diva 2.0» tras la pérdida de la licencia de Miss Universo. Esta edición introdujo dos nuevos títulos: Miss Diva Content Creator y Miss Diva Fashion Designer. El título de Miss Diva Supranacional siguió siendo otorgado, al igual que en ediciones anteriores.
En 2025, la organización obtuvo la licencia nacional para Miss Cosmo, un concurso internacional con sede en Vietnam.

## Ganadoras
| Año  | Título                   | Ganadora             |
| ---- | ------------------------ | -------------------- |
| 2024 | Miss Supranacional India | Ayushree Malik       |
| 2024 | Miss Cosmo India         | Vipra Mehta          |
| 2023 | Miss Universo India      | Shweta Sharda        |
| 2023 | Miss Supranacional India | Sonal Kukreja        |
| 2023 | Finalista                | Trisha Shetty        |
| 2022 | Miss Universo India      | Divita Rai           |
| 2022 | Miss Supranacional India | Pragnya Ayyagari     |
| 2022 | Miss Popular Choice      | Ojasvi Sharma        |
| 2021 | Miss Universo India      | Harnaaz Sandhu       |
| 2021 | Miss Supranacional India | Ritika Khatnani      |
| 2021 | Primera finalista        | Sonal Kukreja        |
| 2021 | Segunda finalista        | Divita Rai           |
| 2021 | Tercera finalista        | Tarini Kalingarayar  |
| 2021 | Cuarta finalista         | Ankita Singh         |
| 2020 | Miss Universo India      | Adline Castelino     |
| 2020 | Miss Supranacional India | Aavriti Choudhary    |
| 2020 | Finalista                | Neha Jaiswal         |
| 2019 | Miss Universo India      | Vartika Singh        |
| 2019 | Miss Supranacional India | Shefali Sood         |
| 2018 | Miss Universo India      | Nehal Chudasama      |
| 2018 | Miss Supranacional India | Aditi Hundia         |
| 2018 | Finalista                | Roshni Sheoran       |
| 2017 | Miss Universo India      | Shraddha Shashidhar  |
| 2017 | Miss Supranacional India | Peden Ongmu Namgyal  |
| 2017 | Finalista                | Apeksha Porwal       |
| 2016 | Miss Universo India      | Roshmitha Harimurthy |
| 2016 | Miss Supranacional India | Srinidhi Shetty      |
| 2016 | Finalista                | Aaradhana Buragohain |
| 2015 | Miss Universo India      | Urvashi Rautela      |
| 2015 | Primera finalista        | Natasha Assadi       |
| 2015 | Segunda finalista        | Naveli Deshmukh      |
| 2014 | Miss Universo India      | Noyonita Lodh        |
| 2014 | Miss Tierra India        | Alankrita Sahai      |
| 2014 | Miss Supranacional India | Asha Bhat            |
| 2013 | Miss Universo India      | Manasi Moghe         |
| 2013 | Miss Internacional India | Gurleen Grewal       |
| 2013 | Miss Asia Pacífico India | Srishti Rana         |

### Galería de ganadoras

#### Miss Diva Universo

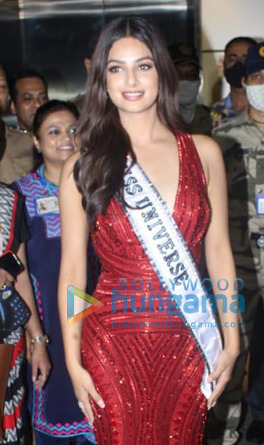
Harnaaz Kaur Sandhu Miss Universo 2021 y Miss Diva Universo 2021
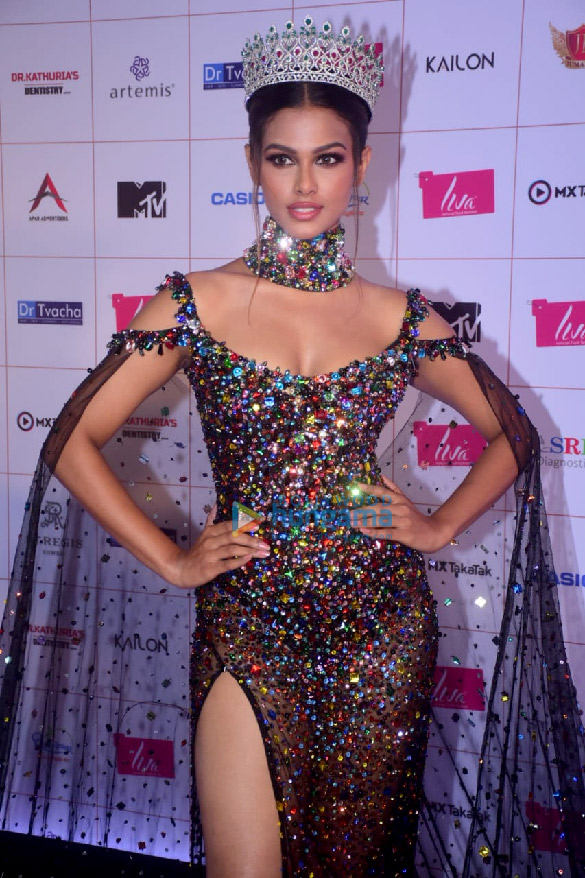
Adline Quadros Castelino Miss Diva Universo 2020
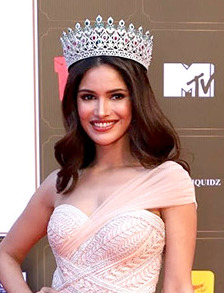
Vartika Singh Miss Diva Universo 2019
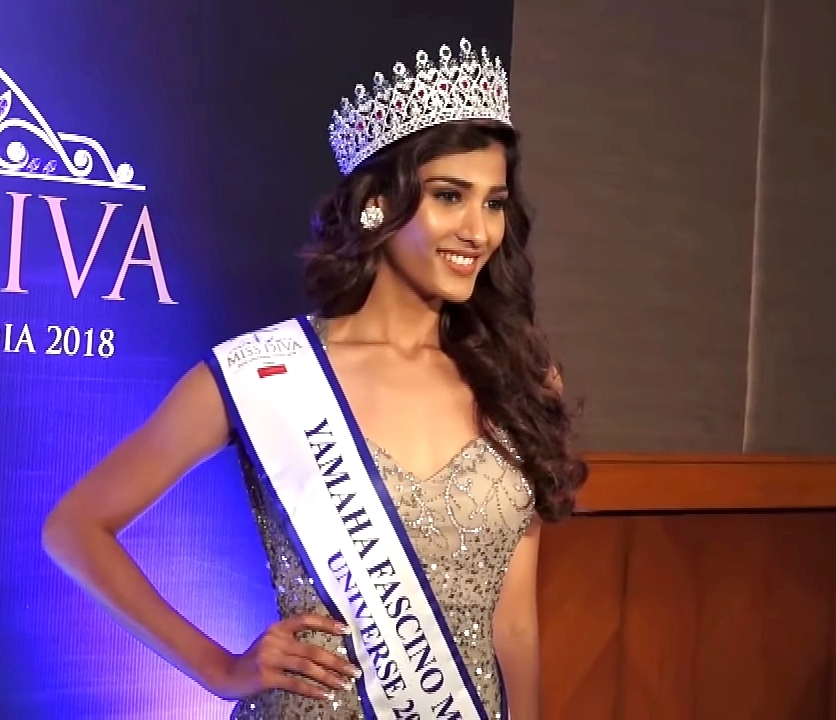
Nehal Chudasama Miss Diva Universo 2018
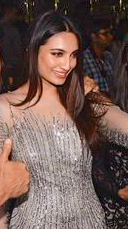
Roshmitha Harimurthy Miss Diva Universo 2016
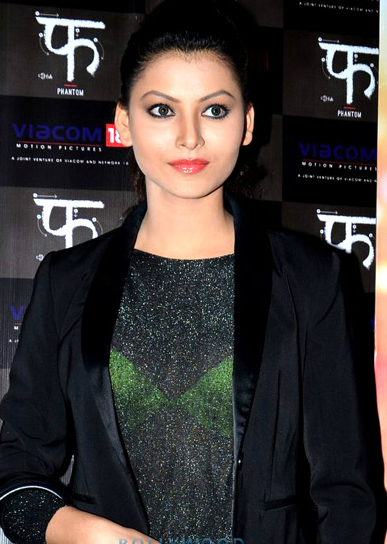
Urvashi Rautela Miss Diva Universo 2015
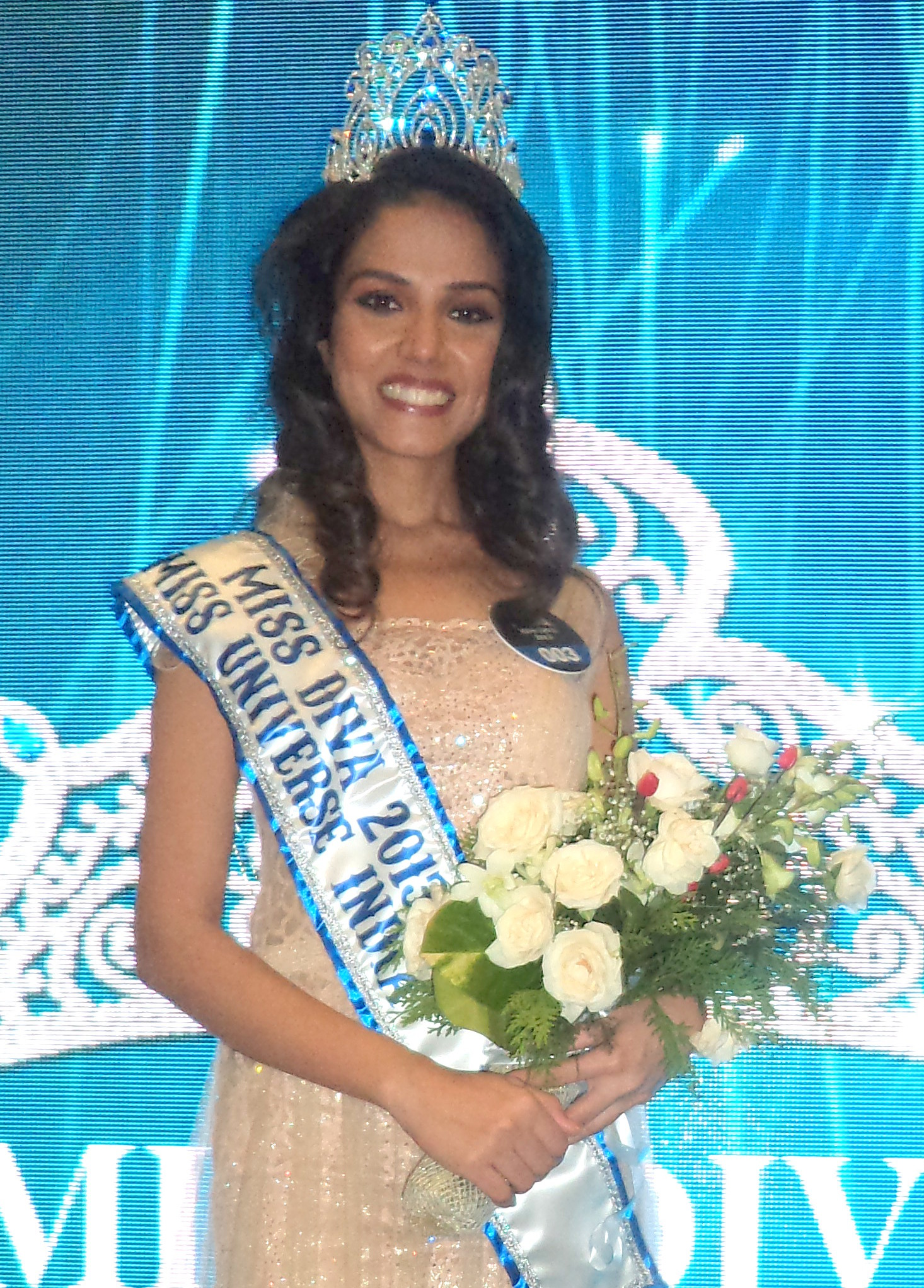
Manasi Moghe Miss Diva Universo 2013

#### Miss Diva Supranacional

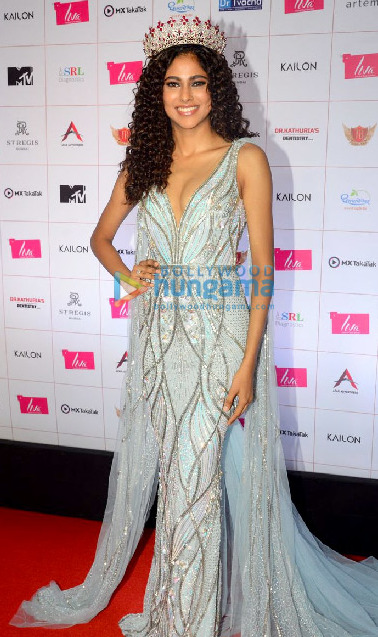
Aavriti Choudhary Miss Diva Supranacional 2020
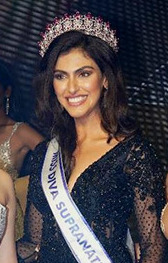
Shefali Sood Miss Diva Supranacional 2019
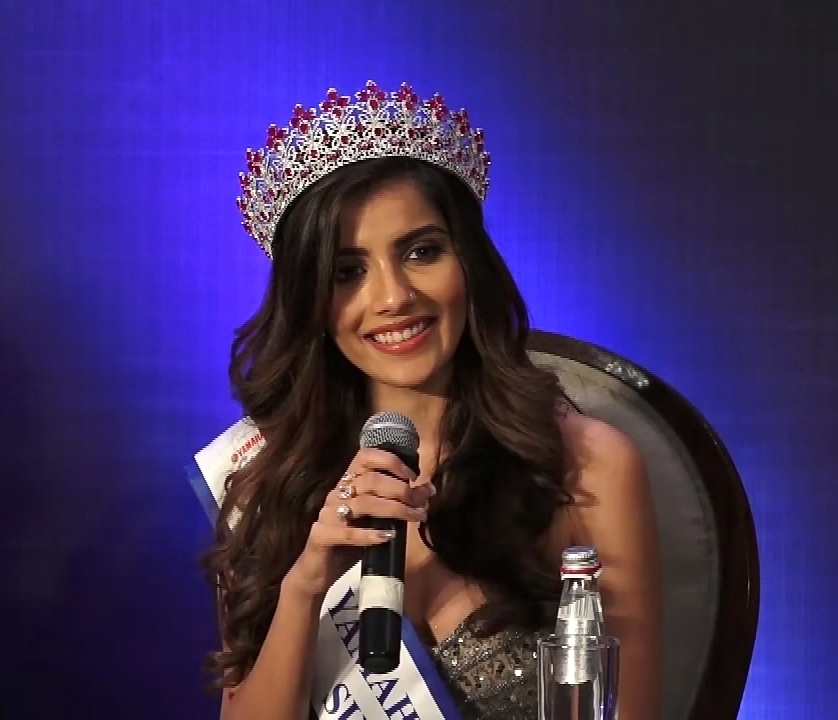
Aditi Hundia Miss Diva Supranacional 2018
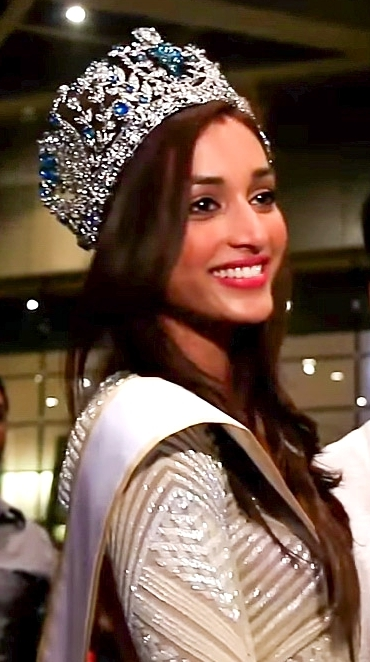
Srinidhi Shetty Miss Diva Supranacional 2016 and Miss Supranacional 2016
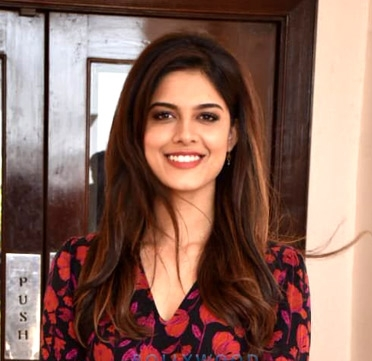
Asha Bhat Miss Diva Supranacional 2014 y Miss Supranacional 2014

## Concursos internacionales
En 2013, Srishti Rana ganó Miss Asia Pacífico Mundo 2013 y se convirtió en la segunda india en ganar el título. Fue coronada por la titular saliente Himangini Singh Yadu también de la India. Esto le dio a la India una victoria consecutiva en el certamen. Rana es la primera ganadora de Miss Diva en ganar un título internacional.
En 2014, Asha Bhat compitió en la sexta edición de Miss Supranacional y ganó el certamen.
Asha es la primera india y la segunda asiática en ganar dicho certamen. En 2016, Srinidhi Shetty fue enviada a Miss Supranacional en Krynica-Zdrój, Polonia y ganó el título de Miss Supranacional 2016. India es el primer país en ganar Miss Supranacional dos veces y ambas candidatas fueron enviadas por Miss Diva.
En mayo de 2021, Adline Castelino, Miss Diva Universo 2020 representó a India en Miss Universo 2020, celebrado en Hollywood, Florida, Estados Unidos. Allí, quedó como tercera finalista, logrando así el puesto más alto de la India en Miss Universo desde Lara Dutta, quien ganó el título en el año 2000. También logró la posición de tercera finalista para la India en Miss Universo después de 55 años.
En diciembre de 2021, Harnaaz Sandhu, Miss Diva Universo 2021 representó a la India en Miss Universo 2021, celebrada en Eilat, Israel. Ganó el concurso y se convirtió en la tercera Miss Universo de la India.

## Representación internacional

### Miss Supranacional
: Declarada como ganadora
     : Terminó como finalista
     : Terminó como una de las semifinalistas o cuartofinalistas
     : Terminó como ganadora de premios especiales
Del año 2016 al 2020, la primera finalista de Miss Diva era anunciada como Miss Supranacional India.
| Año  | Miss Supranacional India                                               | Estado                                                                 | Posición en Miss Supranacional                                         | Premios especiales |
| ---- | ---------------------------------------------------------------------- | ---------------------------------------------------------------------- | ---------------------------------------------------------------------- | --- |
| 2024 | Sonal Kukreja                                                          | Rajastán                                                               | Top 12                                                                 | |
| 2023 | Pragnya Ayyagari                                                       | Telangana                                                              | Top 12                                                                 | Miss Supranacional Asia Supra Chat (Top 5) Miss Talento (Top 7) Supra Fan-Vote (Top 10)                               |
| 2022 | Ritika Khatnani                                                        | Maharashtra                                                            | Top 12                                                                 | Miss Supranacional Asia Miss Fotogénica Miss Talento (Top 3) Supra Influencer (Top 10) Top Model (Top 11)             |
| 2021 | Aavriti Choudhary                                                      | Madhya Pradesh                                                         | Top 12                                                                 | |
| 2020 | Debido al impacto de la pandemia de COVID-19, no hubo concurso en 2020 | Debido al impacto de la pandemia de COVID-19, no hubo concurso en 2020 | Debido al impacto de la pandemia de COVID-19, no hubo concurso en 2020 | Debido al impacto de la pandemia de COVID-19, no hubo concurso en 2020                                                |
| 2019 | Shefali Sood                                                           | Uttar Pradesh                                                          | Top 25                                                                 | Miss Influencer (Top 10)                                                                                              |
| 2018 | Aditi Hundia                                                           | Rajasthan                                                              | Top 25                                                                 | |
| 2017 | Peden Ongmu Namgyal                                                    | Sikkim                                                                 | Top 25                                                                 | Miss Talento (2.ª finalista) Mejor en Traje de Baño (3.ª finalista)                                                   |
| 2016 | Srinidhi Ramesh Shetty                                                 | Karnataka                                                              | Miss Supranacional 2016                                                | Miss Supranacional Asia y Oceanía Miss MobStar (3.ª finalista)                                                        |
| 2015 | Aafreen Rachael Vaz                                                    | Karnataka                                                              | Top 10                                                                 | Miss Supranacional Asia y Oceanía Miss Internet (1.ª finalista) Miss Top Model (Top 10) Mejor Traje Nacional (Top 10) |
| 2014 | Asha Bhat                                                              | Karnataka                                                              | Miss Supranacional 2014                                                | Miss Talento Miss Internet (Top 5)                                                                                    |
| 2013 | Vijaya Sharma                                                          | Nueva Deli                                                             | Top 20                                                                 | |

## Franquicias anteriores

### Miss Universo
: Declarada como ganadora
     : Terminó como finalista
     : Terminó como una de las semifinalistas o cuartofinalistas
     : Terminó como ganadora de premios especiales
| Año  | Miss Universo India  | Estado        | Posición en Miss Universo | Premios especiales           |
| ---- | -------------------- | ------------- | ------------------------- | ---------------------------- |
| 2023 | Shweta Sharda        | Punyab        | Top 20                    |                              |
| 2022 | Divita Rai           | Karnataka     | Top 16                    |                              |
| 2021 | Harnaaz Sandhu       | Punyab        | Miss Universo 2021        |                              |
| 2020 | Adline Castelino     | Karnataka     | Tercera finalista         |                              |
| 2019 | Vartika Singh        | Uttar Pradesh | Top 20                    |                              |
| 2018 | Nehal Chudasama      | Guyarat       | No clasificó              |                              |
| 2017 | Shraddha Shashidhar  | Tamil Nadu    | No clasificó              |                              |
| 2016 | Roshmitha Harimurthy | Karnataka     | No clasificó              |                              |
| 2015 | Urvashi Rautela      | Uttarakhand   | No clasificó              |                              |
| 2014 | Noyonita Lodh        | Karnataka     | Top 15                    | Mejor Traje Nacional (Top 5) |
| 2013 | Manasi Moghe         | Maharashtra   | Top 10                    |                              |

### Miss Internacional
: Declarada como ganadora
     : Terminó como finalista
     : Terminó como una de las semifinalistas o cuartofinalistas
     : Terminó como ganadora de premios especiales
Desde 1991, The Times Group tenía la franquicia para seleccionar a las representantes de la India para Miss Internacional. En 2013, la finalista de Miss Diva fue enviada como representante de la India.
| Año  | Miss Internacional India | Estado | Posición     | Premios especiales            |
| ---- | ------------------------ | ------ | ------------ | ----------------------------- |
| 2013 | Gurleen Grewal           | Punyab | No clasificó | Miss Internet (1.ª finalista) |

### Miss Tierra
: Declarada como ganadora
     : Terminó como finalista
     : Terminó como una de las semifinalistas o cuartofinalistas
     : Terminó como ganadora de premios especiales
Desde la primera edición de Miss Tierra en 2001, hasta el año 2013, The Times Group seleccionó a las representantes de la India para el certamen. Una finalista de Miss Diva fue enviada a Miss Tierra en el año 2014.
| Año  | Miss Tierra India | Estado     | Posición en Miss Tierra | Premios especiales |
| ---- | ----------------- | ---------- | ----------------------- | --- |
| 2014 | Alankrita Sahai   | Nueva Deli | No clasificó            | - Miss Earth Pagudpud · - Miss Hannah's Beach Resort Best in Casual Wear · - Mejor Traje de Noche · - Miss Fotogénica · - Belleza por una Causa · - Mejor en Traje de Baño · - Mejor Traje Nacional · Top 10 - Miss Eco Beauty |

### Miss Asia Pacífico Mundo
: Declarada como ganadora
     : Terminó como finalista
     : Terminó como una de las semifinalistas o cuartofinalistas
     : Terminó como ganadora de premios especiales
The Times Group seleccionó representantes para este certamen en 2013. Srishti Rana, finalista de Miss Diva 2013, ganó el título de Miss Asia Pacífico Mundo 2013.
| Año  | Miss Asia Pacífico India | Estado      | Posición                      | Premios especiales                                  |
| ---- | ------------------------ | ----------- | ----------------------------- | --------------------------------------------------- |
| 2013 | Srishti Rana             | Maharashtra | Miss Asia Pacífico Mundo 2013 | Mejor Traje Nacional Miss Personalidad Miss Talento |